# 프란츠 클라머
프란츠 클라머(독일어: Franz Klammer, 1953년 12월 3일~)는 오스트리아의 알파인 스키 선수이다. 1976년 동계 올림픽 남자 활강 부문에서 금메달을 획득하였으며 1974년 세계 알파인 스키 선수권 대회에서 복합 부문 금메달을 획득했다. 또한 FIS 알파인 스키 월드컵에서 활강 부문 5회 우승을 달성했다.